# Лохвиця (річка)
Ло́хвиця (або Суха Лохвиця) — річка в Україні, у межах Лубенського та Миргородського районів Полтавської області. Права притока Сули (басейн Дніпра).

## Опис
Річки завдовжки 63 км, площа басейну 491 км². Долина трапецієподібна, завширшки до 1,5 км, завглибшки до 40 м. Заплава подекуди заболочена. Річище помірно звивисте, пересічна його ширина 5 м. Похил річки 0,83 м/км. Споруджено декілька ставків. Використовується для водопостачання і зрошування.

## Розташування
Лохвиця бере початок на захід від села Суха Лохвиця Лубенського району. Тече в межах Полтавської рівнини. Річка дуже «покручена» — спершу тече на схід, далі на північний схід, потім знову на схід, від північної околиці села Яхників до села Безсалів тече на південь, далі — знову на схід, у пригирловій частині — на північний схід. У межах міста Лохвиця має кілька зиґзаґоподібних закрутів. Впадає до річки Сула на північний схід від Лохвиці.
На березі річки розташовані місто Лохвиця та села: Безсали, Бербениці, Западинці, Жабки, Харківці, Шмиглі Миргородського району та село Білоусівка Лубенського району.

## Назва
Гідронім «Лохвиця», що визначив і назву міста Лохвиця, ймовірно, походить від слов'янського слова локва — «калюжа, болітце».

## Світлини

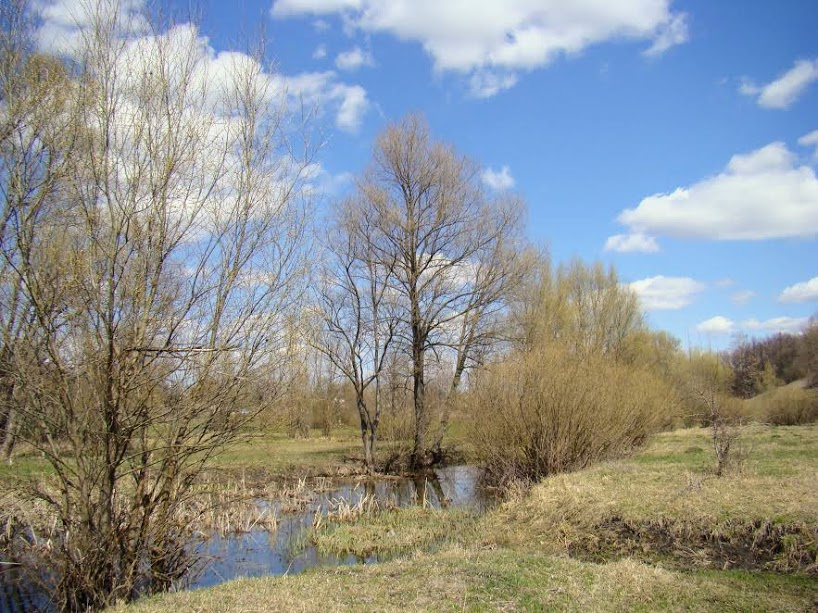
Річка Суха Лохвиця поблизу витоку
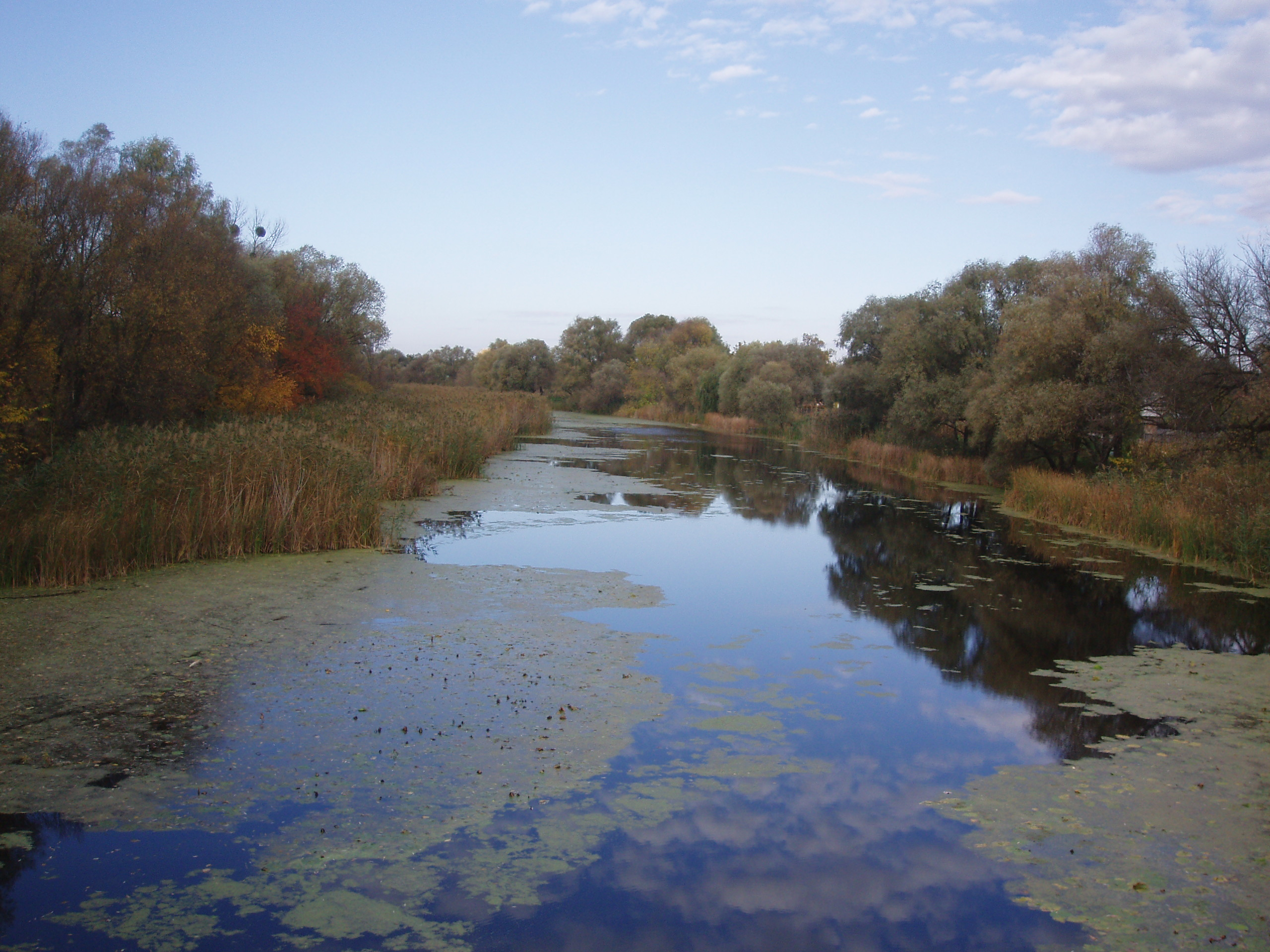
Річка Лохвиця (Стара Лохвиця) у місті Лохвиця (жовтень 2009 р.)
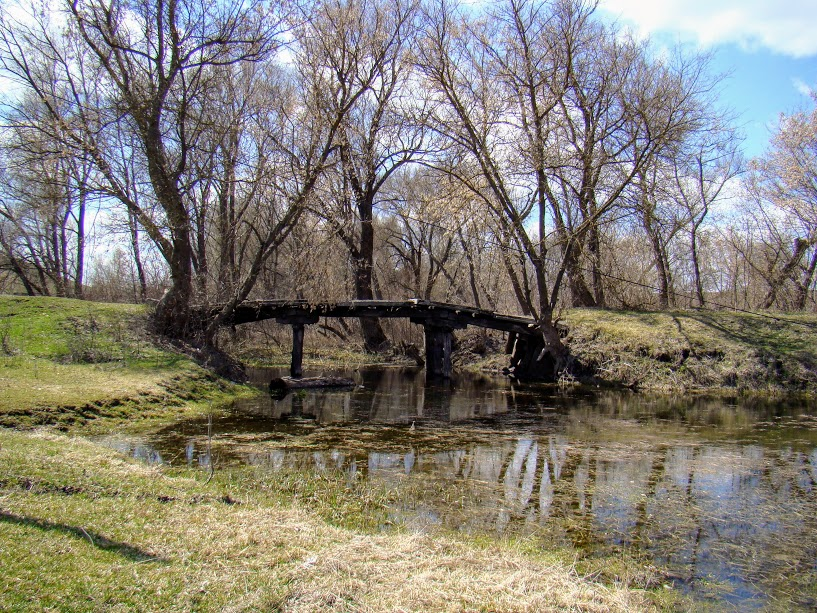
Місток через річку Суха Лохвиця в селі Білоусівка
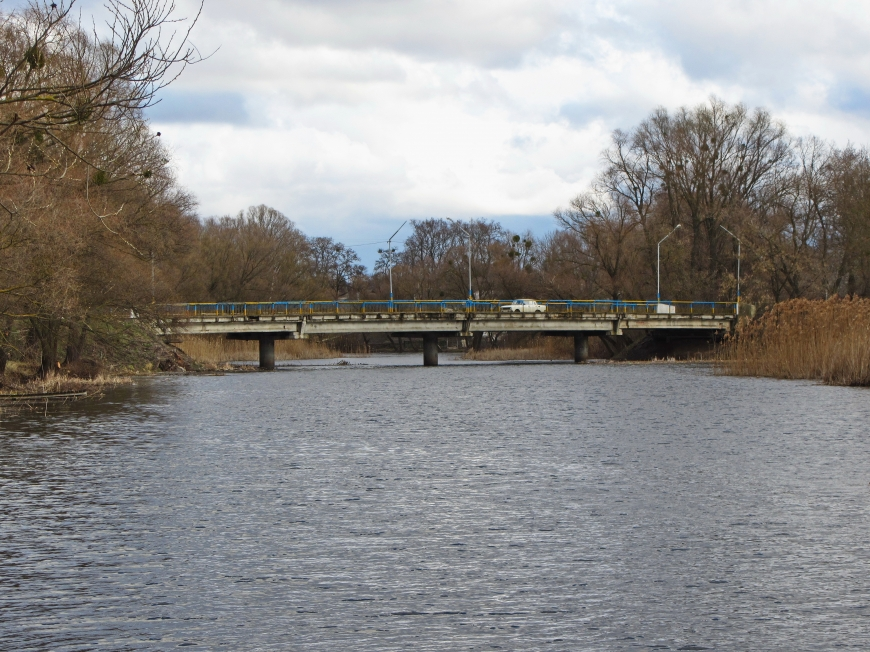
Річка Лохвиця. Вид на Івахницький міст у м. Лохвиця (4 квітня 2015 р.)